# Okręg wyborczy nr 76 do Senatu Rzeczypospolitej Polskiej
Okręg wyborczy nr 76 do Senatu Rzeczypospolitej Polskiej obejmuje obszar powiatów będzińskiego i zawierciańskiego oraz miasta na prawach powiatu Dąbrowy Górniczej (województwo śląskie). Wybierany jest w nim 1 senator na zasadzie większości względnej.
Utworzony został w 2011 na podstawie Kodeksu wyborczego. Po raz pierwszy zorganizowano w nim wybory 9 października 2011. Wcześniej obszar okręgu nr 76 należał do okręgu nr 31.
Siedzibą okręgowej komisji wyborczej są Katowice.

## Reprezentanci okręgu
| Rok  | Rok  | Senator              | Komitet wyborczy                           |
| ---- | ---- | -------------------- | ------------------------------------------ |
|      | 2011 | Zbigniew Meres       | Platforma Obywatelska RP                   |
|      | 2015 | Arkadiusz Grabowski  | Prawo i Sprawiedliwość                     |
|      | 2019 | Beata Małecka-Libera | KKW Koalicja Obywatelska PO .N iPL Zieloni |
| 2023 |      | Beata Małecka-Libera | KKW Koalicja Obywatelska PO .N iPL Zieloni |

## Wyniki wyborów
Symbolem „●” oznaczono senatorów ubiegających się o reelekcję.

### Wybory parlamentarne 2011
| Kandydat                                                                                      | Kandydat            | Komitet wyborczy                           | Głosów | Głosów | Głosów |
| Kandydat                                                                                      | Kandydat            | Komitet wyborczy                           | Liczba | %      | +/–    |
| --------------------------------------------------------------------------------------------- | ------------------- | ------------------------------------------ | ------ | ------ | ------ |
|                                                                                               | Zbigniew Meres ●    | Platforma Obywatelska RP                   | 47 820 | 30,64  | –      |
|                                                                                               | Barbara Dolniak     | KWW Barbary Dolniak                        | 34 890 | 22,36  | –      |
|                                                                                               | Arkadiusz Grabowski | Prawo i Sprawiedliwość                     | 27 322 | 17,51  | –      |
|                                                                                               | Genowefa Grabowska  | Sojusz Lewicy Demokratycznej               | 23 131 | 14,82  | –      |
|                                                                                               | Mariusz Kalaga      | KWW Unia Prezydentów – Obywatele do Senatu | 7947   | 5,09   | –      |
|                                                                                               | Grzegorz Jaszczura  | Nowa Prawica – Janusza Korwin-Mikke        | 7004   | 4,49   | –      |
|                                                                                               | Radosław Nawara     | Polska Jest Najważniejsza                  | 5220   | 3,34   | –      |
|                                                                                               | Sławomir Krupiński  | Polska Partia Pracy – Sierpień 80          | 2736   | 1,75   | –      |
| Frekwencja: 48,70% Liczba głosów ważnych: 156 070 (97,05%) Źródło: Państwowa Komisja Wyborcza |                     |                                            |        |        |        |

● Zbigniew Meres reprezentował w Senacie VII kadencji (2007–2011) okręg nr 31.

### Wybory parlamentarne 2015
| Kandydat                                                                                      | Kandydat            | Komitet wyborczy                             | Głosów | Głosów | Głosów |
| Kandydat                                                                                      | Kandydat            | Komitet wyborczy                             | Liczba | %      | +/–    |
| --------------------------------------------------------------------------------------------- | ------------------- | -------------------------------------------- | ------ | ------ | ------ |
|                                                                                               | Arkadiusz Grabowski | Prawo i Sprawiedliwość                       | 57 092 | 36,40  | +18,89 |
|                                                                                               | Zbigniew Meres ●    | Platforma Obywatelska RP                     | 54 721 | 34,88  | +4,24  |
|                                                                                               | Rafał Pietrzyk      | KKW Zjednoczona Lewica SLD+TR+PPS+UP+Zieloni | 45 054 | 28,72  | +13,90 |
| Frekwencja: 50,96% Liczba głosów ważnych: 156 867 (96,17%) Źródło: Państwowa Komisja Wyborcza |                     |                                              |        |        |        |

### Wybory parlamentarne 2019
| Kandydat                                                                                      | Kandydat              | Komitet wyborczy                           | Głosów | Głosów | Głosów |
| Kandydat                                                                                      | Kandydat              | Komitet wyborczy                           | Liczba | %      | +/–    |
| --------------------------------------------------------------------------------------------- | --------------------- | ------------------------------------------ | ------ | ------ | ------ |
|                                                                                               | Beata Małecka-Libera  | KKW Koalicja Obywatelska PO .N iPL Zieloni | 82 090 | 43,14  | +8,26  |
|                                                                                               | Arkadiusz Grabowski ● | Prawo i Sprawiedliwość                     | 72 823 | 38,27  | +1,87  |
|                                                                                               | Marcin Lazar          | KWW Koalicja Bezpartyjni i Samorządowcy    | 23 479 | 12,34  | –      |
|                                                                                               | Katarzyna Zagajska    | KWW Katarzyny Zagajskiej                   | 11 916 | 6,26   | –      |
| Frekwencja: 62,70% Liczba głosów ważnych: 190 308 (98,49%) Źródło: Państwowa Komisja Wyborcza |                       |                                            |        |        |        |

### Wybory parlamentarne 2023
| Kandydat                                                                                      | Kandydat               | Komitet wyborczy                           | Głosów  | Głosów | Głosów |
| Kandydat                                                                                      | Kandydat               | Komitet wyborczy                           | Liczba  | %      | +/–    |
| --------------------------------------------------------------------------------------------- | ---------------------- | ------------------------------------------ | ------- | ------ | ------ |
|                                                                                               | Beata Małecka-Libera ● | KKW Koalicja Obywatelska PO .N iPL Zieloni | 113 692 | 52,37  | +9,23  |
|                                                                                               | Arkadiusz Grabowski    | Prawo i Sprawiedliwość                     | 67 886  | 31,27  | –7,00  |
|                                                                                               | Tomasz Szotowski       | Bezpartyjni Samorządowcy                   | 18 054  | 8,32   | –4,02  |
|                                                                                               | Krystian Żelazny       | Konfederacja Wolność i Niepodległość       | 17 454  | 8,04   | –      |
| Frekwencja: 75,48% Liczba głosów ważnych: 217 086 (98,53%) Źródło: Państwowa Komisja Wyborcza |                        |                                            |         |        |        |